# Palca (Bolivia)
Palca è un comune (municipio in spagnolo) della Bolivia nella provincia di Pedro Domingo Murillo (dipartimento di La Paz) con 15.411 abitanti (dato 2010).

## Cantoni
Il comune è suddiviso in 3 cantoni (popolazione al 2001):
- Cohoni - 7.046 abitanti
- Palca - 5.144 abitanti
- Quillihuaya - 1.994 abitanti